# 斯特爾頓 (新澤西州)
斯特爾頓（英語：Stelton）是位於美國新澤西州米德爾塞克斯縣的非建制地區。

## 歷史
斯特爾頓的郵局於1871年設立，其後於1955年停運。

## 地理
斯特爾頓所處的海拔為高於海平面35米（即115英呎），而該地所採用的時區為UTC-5，即北美东部时区（EST）。同時該地設有夏令時間，為UTC-5調快一小時，即UTC-4（EDT）。